# Uromyces vestergreni
Uromyces vestergreni är en svampart som beskrevs av P. Syd. & Syd. 1909. Uromyces vestergreni ingår i släktet Uromyces och familjen Pucciniaceae.   Inga underarter finns listade i Catalogue of Life.